# Appendicula ramosa
Appendicula ramosa är en orkidéart som beskrevs av Carl Ludwig von Blume. Appendicula ramosa ingår i släktet Appendicula och familjen orkidéer. Inga underarter finns listade i Catalogue of Life.